# Liste der Baudenkmäler in Aicha vorm Wald
Auf dieser Seite sind die Baudenkmäler in der niederbayerischen Gemeinde Aicha vorm Wald zusammengestellt. Diese Tabelle ist eine Teilliste der Liste der Baudenkmäler in Bayern. Grundlage ist die Bayerische Denkmalliste, die auf Basis des Bayerischen Denkmalschutzgesetzes vom 1. Oktober 1973 erstmals erstellt wurde und seither durch das Bayerische Landesamt für Denkmalpflege geführt wird. Die folgenden Angaben ersetzen nicht die rechtsverbindliche Auskunft der Denkmalschutzbehörde.
 Die Liste gibt den Fortschreibungsstand vom 3. Juli 2018 wieder und umfasst sechzehn Baudenkmäler.

## Baudenkmäler nach Ortsteilen

### Aicha
| Lage                        | Objekt                                     | Beschreibung | Akten-Nr.             | Bild                                       |
| --------------------------- | ------------------------------------------ | --- | --------------------- | ------------------------------------------ |
| Am Kirchplatz 2 (Standort)  | Katholische Pfarrkirche St. Peter und Paul | Saalkirche mit querhausähnlichen Seitenkapellen, halbrund schließender Apsis und Westturm, Langhaus und Turmunterteil im Kern mittelalterlich, spätbarocker Ausbau 1726–35 nach Plänen von Georg Sälzl, Chor und Seitenkapellen von Johann Michael Fischer, Turmoberteil 19. Jahrhundert, Seelenkapelle, traufständiger Satteldachbau mit Vorhalle, 18. Jahrhundert; mit Ausstattung. | D-2-75-111-1 Wikidata | Katholische Pfarrkirche St. Peter und Paul |
| Am Kirchplatz 3 (Standort)  | Gasthof zur Post                           | Zweigeschossiger und traufständiger Halbwalmdachbau mit Putzgliederungen, zweites Viertel 19. Jahrhundert. | D-2-75-111-2 Wikidata | BW                                         |
| Am Schloß 1 (Standort)      | Schloss                                    | Mehrgliedrige Weiherhausanlage um einen Innenhof; Herrenhaus, dreigeschossiger Steildachbau mit Schopfwalm und Treppenturm, Innenhof mit Arkaden, dreigeschossige Flügelbauten mit Steildächern, errichtet durch die Edlen von Stoer um 1580 unter Verwendung älterer Teile, die Nordostecke 1870 eingestürzt und mit Schrägmauern geschlossen.                                       | D-2-75-111-3 Wikidata | weitere Bilder                             |
| Hofmarkstraße 29 (Standort) | Wohnhaus, sogenannte Villa Vogl            | Dreigeschossiger und traufständiger Satteldachbau mit Dachüberstand, Kniestock und Zwerchgiebel, Erdgeschoss in Naturstein, Obergeschosse mit reicher Gliederung, spätgründerzeitlich, bezeichnet mit „1899“. | D-2-75-111-5 Wikidata | BW                                         |

### Frauenholz
| Lage                         | Objekt          | Beschreibung                                                                   | Akten-Nr.             | Bild |
| ---------------------------- | --------------- | ------------------------------------------------------------------------------ | --------------------- | ---- |
| Arbinger Straße 4 (Standort) | Zwei Bildstöcke | Granitsockel mit Kreuzreliefs und gusseisernen Kreuzen, bezeichnet mit „1872“. | D-2-75-111-8 Wikidata | BW   |

### Ganharting
| Lage                    | Objekt                   | Beschreibung | Akten-Nr.             | Bild |
| ----------------------- | ------------------------ | --- | --------------------- | ---- |
| Ganharting 1 (Standort) | Hakenhof mit Mittertenne | Wohnteil Blockbau mit vorschießendem Satteldach, Traufschrot und vorgebautem Giebelteil, Anfang 19. Jahrhundert. | D-2-75-111-9 Wikidata | BW   |

### Mötzling
| Lage                  | Objekt                         | Beschreibung | Akten-Nr.              | Bild |
| --------------------- | ------------------------------ | --- | ---------------------- | ---- |
| Mötzling 5 (Standort) | Bauernhaus                     | Zweigeschossiger und giebelständiger, verschalter Obergeschoss-Blockbau mit aufgesteiltem Satteldach, Kniestock und Traufschrot, erste Hälfte 19. Jahrhundert, Dach später. | D-2-75-111-11 Wikidata | BW   |
| Mötzling 6 (Standort) | Bauernhaus eines Vierseithofes | Stattlicher Obergeschoss-Blockbau mit seitlich vorkragendem Schopfwalmdach und Traufschrot, Anfang 19. Jahrhundert.                                                         | D-2-75-111-12 Wikidata | BW   |

### Neusessing
| Lage                    | Objekt                      | Beschreibung                                                                                                 | Akten-Nr.              | Bild |
| ----------------------- | --------------------------- | --- | ---------------------- | ---- |
| Neusessing 6 (Standort) | Wohnteil eines Bauernhauses | Zweigeschossiger und traufständiger Blockbau mit vorkragendem Satteldach, Ende 18. Jahrhundert, Dach später. | D-2-75-111-13 Wikidata | BW   |

### Nußbaum
| Lage                 | Objekt                                  | Beschreibung | Akten-Nr.              | Bild |
| -------------------- | --------------------------------------- | --- | ---------------------- | ---- |
| Nußbaum 1 (Standort) | Dorfkapelle                             | Giebelständiger Satteldachbau, 19. Jahrhundert, später verlängert.                                                         | D-2-75-111-19 Wikidata | BW   |
| Nußbaum 2 (Standort) | Zum Vierseithof zugehöriger Traidkasten | Teilweise verschalter und versteinerter Obergeschoss-Blockbau mit vorschießendem Satteldach, erste Hälfte 19. Jahrhundert. | D-2-75-111-15 Wikidata | BW   |

### Pfarrhof
| Lage                          | Objekt                                  | Beschreibung | Akten-Nr.              | Bild |
| ----------------------------- | --------------------------------------- | --- | ---------------------- | ---- |
| Dreiburgenstraße 6 (Standort) | Ehemaliger Pfarrhof von Aicha vorm Wald | Wohnhaus, schlossartiger zweigeschossiger Bau mit gestuftem Zeltdach, überkuppelter Laterne, vier Eckkaminen, Sala Terrena und gemalter Sonnenuhr, bezeichnet mit „1730“, von Jakob Pawagner, Dach nach Brand 1925 erneuert; Hauskapelle an der Ostseite, älter; mit Ausstattung; Stadel, stattlicher Ständerbau mit Satteldach, bezeichnet mit „1803“; Stall mit Heuboden, zweigeschossiger Satteldachbau, 18./19. Jahrhundert. | D-2-75-111-20 Wikidata | BW   |

### Renholding
| Lage                     | Objekt                                  | Beschreibung | Akten-Nr.              | Bild |
| ------------------------ | --------------------------------------- | --- | ---------------------- | ---- |
| Renholding 32 (Standort) | Wohnhaus eines ehemaligen Vierseithofes | Zweigeschossiger Obergeschoss-Blockbau mit aufgesteiltem Satteldach, Erdgeschoss Quadermauerwerk, zweites Viertel 19. Jahrhundert, Dach später. | D-2-75-111-22 Wikidata | BW   |

### Stolzing
| Lage                  | Objekt                       | Beschreibung | Akten-Nr.              | Bild |
| --------------------- | ---------------------------- | --- | ---------------------- | ---- |
| Stolzing 4 (Standort) | Wohnhaus eines Vierseithofes | Zweigeschossiger und giebelständiger Flachsatteldach mit Dachüberstand, Blockbau-Kniestock und Putzgliederungen, zweites Viertel 19. Jahrhundert; Traidkasten, langgestreckter aufgeständerter Obergeschoss-Blockbau mit Seitenschrot und aufgesteiltem Dach, erstes Drittel 19. Jahrhundert. | D-2-75-111-24 Wikidata | BW   |

### Wiening
| Lage                 | Objekt                                                  | Beschreibung | Akten-Nr.              | Bild |
| -------------------- | ------------------------------------------------------- | --- | ---------------------- | ---- |
| Wiening 2 (Standort) | Zum Dreiseithof zugehöriger langgestreckter Stallflügel | Zweigeschossiger und traufständiger Ziegelbau über Bruchstein-Erdgeschoss mit Seitenschrot und Halbwalmdach, zweites Viertel 19. Jahrhundert. | D-2-75-111-26 Wikidata | BW   |

## Ehemalige Baudenkmäler
| Lage                                           | Objekt                                | Beschreibung | Akten-Nr.              | Bild |
| ---------------------------------------------- | ------------------------------------- | --- | ---------------------- | ---- |
| Aicha Grabengasse 2 (Standort)                 | Haustür mit Oberlicht                 | Sturz bezeichnet mit „1857“. | D-2-75-111-4 Wikidata  | BW   |
| Aicha An der Straße nach Klingermühle ()       | Alte Ausstattung der modernen Kapelle | | D-2-75-111-7 Wikidata  |      |
| Gstöcket 1 (Standort)                          | Kleinbauernhaus                       | Blockbau mit Flachdach und Mittertenne, Anfang 18. Jahrhundert.                                                                                | D-2-75-111-10 Wikidata | BW   |
| Niederham 5 (Standort)                         | Zugehöriges Backofenhäuschen          | 19. Jahrhundert. | D-2-75-111-14 Wikidata | BW   |
| Nußbaum 1 (Standort)                           | Waldlerhaus                           | Blockbau mit Flachdach, kleinem Rauchstubenfenster und profilierten Balkenköpfen, zweites Viertel 17. Jahrhundert, Stall 1831 massiv erneuert. | D-2-75-111-16 Wikidata | BW   |
| Nußbaum südlich der Nußbaummühle (Standort)    | Wegkapelle                            | 19. Jahrhundert. | D-2-75-111-18 Wikidata | BW   |
| Renholding Pfarrholz, im südlichen Ortsteil () | Kapelle                               | Zweite Hälfte 19. Jahrhundert; mit Ausstattung.                                                                                                | D-2-75-111-23 Wikidata |      |
| Renholding 25 (Standort)                       | Mittertennhaus                        | Wohnteil zweigeschossiger Blockbau mit vorschießendem Flachsatteldach, Anfang 19. Jahrhundert.                                                 | D-2-75-111-21 Wikidata | BW   |
| Weferting Dorfweg 7 (Standort)                 | Waldlerhaus                           | Mit Blockbauoberteil des späten 17. Jahrhunderts, abgemauert 1819.                                                                             | D-2-75-111-25 Wikidata | BW   |
| Wollmering ()                                  | Weilerkapelle                         | Mit Vorhalle, 19./20. Jahrhundert. | D-2-75-111-27 Wikidata |      |